# 井土メダカ
井土メダカ（いどメダカ）は、宮城県仙台市若林区に生息していたメダカ（ミナミメダカ）の地域個体群。
生息地が東北地方太平洋沖地震（東日本大震災）の津波で被災したが、前年に研究のため採取されていたことで奇跡的に絶滅を免れた。その後「奇跡のメダカ」と称されて保全活動が行われている。

## 井土地区のメダカ
井土メダカが生息していた仙台市若林区井土地区は、名取川河口の北岸に位置しており、地区内を貞山運河が縦断している。一帯は水田が広がっており、かつては「用水路で米をとぐと、メダカが紛れ込むほどいた」「ごはんを炊くと、メダカが中に入っていたらしい」というほどに多くみられたという。しかし、各地の在来メダカと同様に（メダカ#絶滅危惧となった経緯参照）、井土地区のメダカも環境の変化によって生息地が減少し、2010年には用水路の一部にわずかに生息するのみとなっていた。
メダカは遺伝的多様性が大きく、地域ごとに固有の遺伝子を持っている。宮城県はミナミメダカの生息地の北限とされ、井土地区のメダカは寒さに強いのが特徴だという。

## 津波による被災
2011年3月11日に発生した東日本大震災は、津波により沿岸地域を中心に各地へ甚大な被害をもたらした。井土地区も広範囲を津波に襲われ、35人以上が犠牲になっている。現在も井土地区内の一部が災害危険区域に指定されており、震災前は約100世帯だった住民は10世帯ほどまで減少した。
一帯が津波に呑まれたことで用水路のメダカも壊滅的な被害を受け、2012年6月の調査時には全く採取されなくなっていた。水田の除塩・整備が行われた後もメダカは姿を見せず、本来の生息地は消滅したものとみられる。

## 「里帰り」へ向けた保全活動
2010年8月、宮城教育大学の棟方有宗らは井土地区の用水路で約30匹のメダカを採集し、大学構内の噴水池に放流した。震災後、このメダカ達が井土地区のメダカの生き残りになった。メダカは噴水池で順調に生育しており、放流の翌月には稚魚の発生が確認され、2011年の夏には推定500～800匹まで増加していた。棟方は震災後「被災地に関心を持つきっかけになれば」と考え、メダカの採集地区の名前をとって「井土メダカ」と名づけた。
棟方らは八木山動物公園や地域住民と共同で、全滅を防ぐための分散飼育や里親事業、メダカの田圃への試験放流などを行っている。このうち里親事業については遺伝子汚染を防ぐため、事前に里親への講習会を開催し、市販のメダカ等と一緒に飼育しないことや本来の生息地へ放流しないことなどへ注意を促している。また近親交配による問題を軽減するため、定期的に里親交流会を開催して飼育個体の交換を行っている。これらの活動の結果、井土メダカは2020年10月時点で2万匹近くまで増加した。
将来的にはメダカが元々棲んでいた井土地区の用水路へ放流し、野生個体群を再建することを目標としている。また、メダカと共存可能な稲作の実現を目指し、井土メダカを放流した水田で収穫した「メダカ米」のPR活動も行っている。
2021年4月、井土近くに仙台市立東六郷小学校跡地を整備したコミュニティ広場がオープンし、広場内の「メダカ池」へ井土メダカの放流が行われた。これにより、完全な形ではないが井土メダカの「里帰り」が実現した。